# メイソン・ユーイング
メイソン・シリル・エロング・ユーイング（Mason_Ewing、1982年4月9日 - ）は、フランス、カメルーン、アメリカのテレビプロデューサー、ディレクター、脚本家、ファッションデザイナーであり、フランスとアメリカに住んでいます。2011年に設立されたメイソン・ユーイングコーポレーション（株式会社）の本社はロサンゼルスにあります。彼は盲目ですが、繁栄するビジネスと芸術的キャリアを築いてきました。カメルーンの経済都市ドゥアラ生まれ。

## 生い立ち

### 初期
彼の父、フレデリック・ユーイングは、2010年11月に亡くなったアメリカのビジネスマンです。メイソンは、4歳になるまで、モデルであり仕立て屋でもあったユダヤ系カメルーン人の母マリー・フランチェスカ・エロングと住んでいた。彼女は彼にファッションの刺激を与えました。メイソンは、彼女と一緒に子供のための服を作るのに多くの時間を費やしました。彼の最愛の母親は1986年3月に亡くなりました。
その後は、彼の曾祖母であるエリーズが3年間彼の面倒を見ました。1989年、彼は叔父のルシアンと叔母のジャネットエクワラが住んでいたパリ地域に引っ越し、そこで極度の児童虐待に苦しみました。彼は8年間部屋に監禁され、殴られただけでなく、何年も唐辛子を目に入れられました。1993年、彼はようやく警察と裁判官の助けを求めて逃げ、叔父と叔母の世話から離れました。
彼らの虐待により、悲劇的にメイソンは1996年4月に失明し、パリのNecker-Enfants malades Hospitalで3週間もの間昏睡状態に陥りました。そして彼は奇跡的に生き残ったのです。2001年、彼はホームレスとしてSAMU（フランスの救急医療サービス）に運ばれました。彼は叔父と叔母に対して、5000ユーロ（支払われることはなかった）と1年間の執行猶予付きで裁判所の判決を勝ち取りました。

### 職業歴
お気に入りの1980年代のイヴ・サンローランのミューズであるRebecca Ayokoは、2017年に2度のメイソン・ユーイングの素晴らしいウェディングドレスのショーに出演しました。長年にわたり、フランスのロレアルは彼の仕事をサポートしました。
2006年9月20日、彼の最初のファッションはパリのLes Salons Vianneysで催されました。セリーヌ・バリトラン、ローラン・プティギローム、オリビエ・ラピドゥスなどの有名人が多数いました。2008年11月、彼はセーヌ川のLa Planèteで、レイチェル・レグラントラパニ（2007年ミス・フランス）との3回目のファッションショーを開催し、壮大なウェディングドレスでショーは幕を閉じました。2017年、彼はショコラティエのアンドレイ・カナキンと協力して、ロシアでのチョコレートサロンのファッションショーのドレスを制作しました。
何人かのフランスの有名人：テレビのホストLaurent Petitguillaume（彼のファッションショーのいくつかを発表）、Olivier Lapidus（Lanvinの元アーティスティックディレクター）サッカー選手のEmmanuel Petit、Bruno Bellone, Luc Sonor、 Olivier Dacourt、そしてサッカーチームであるパリサンジェルマンのLuis Fernandezの元マネージャーAlioune Touré、ヨーロッパのバスケットボール元チャンピオンPaoline Ekambi、女優のFirmine Richard、フランスの政治家Frédéric Mitterrand、児童保護の国務長官Adrien Taquet、そして彼の名付け親でありテレビジャーナリストのDominique Torresなどが、彼の仕事をサポートしています。
メイソン・ユーイングはファッションプロジェクトと並行して、フランスとアメリカの映画プロジェクトに取り組んでいます。彼は子供向けのシリーズ The Adventures of Madisonと the Mickey Boomシリーズを作成しました。2011年には彼はアメリカに移り、映画プロデューサーになりました。彼の持ち株会社であるロサンゼルスのメイソン・ユーイングコーポレーションは、映画やテレビの制作において様々なプロジェクトを行っています。彼はEryna Bellaというテレビシリーズを書き、短編映像作品であるDescryを制作しました。
2015年4月から、彼のフランスの子会社Les Entreprises Ewing（メイソン・ユーイングコーポレーションの子会社）は、フランスのクリシーを拠点にしています。彼はフランスの生産労働組合UPCのメンバーです。
彼はロサンゼルスに数年住んだ後、フランスへ戻り、フランスと国際的なチャンネルに提供されたMickey Boomという人気のテレビシリーズに集中しました。このシリーズは、彼が若い頃に好きで見ていた、アメリカのテレビ番組に影響を受けています。
彼は、2019年にLove in Yaoundéという長編映画であるロマンチックコメディを制作しました。

### 賞
2018年、メイソンユーイングは、ペンシルベニア州のAfrimpact Magazineによって、コミュニティでの功績により A.I.M. Awardを受賞しました。長年にわたって、視覚障害者協会とLe Comité Contre l'Esclavage Moderneを支援してきました。彼はまた、Humanity＆Inclusion NGOと、危険にあるLGBTQ +の若者のためのLe Refuge協会の大使でもあります。彼は児童保護の国務長官Adrien Taquetからの支援を受けています。

## フィルモグラフィー

### 長編映画
- Love in Yaounde

### 短編映画
- 2011年 : Descry
- 2017年 : Névroses
- 2017年 : Comme Les Autres
- 2017年 : Le Plus Beau Cadeau de ma Mère[17]